# برزنو
برزنو (به آلمانی: Bries(en)) یک شهرک با جمعیت ۲۲٬۲۲۱ نفر که در Brezno District، اسلواکی واقع شده‌است.